# フルニエ壊疽
フルニエ壊疽（フルニエえそ、英: Fournier gangrene）は、広義には壊死性筋膜炎の一形態で、外性器・会陰周囲から急速に広がる壊疽（I型壊死性軟部組織感染症）である。一般に高齢の男性に発症するが、女性や小児、糖尿病やアルコール中毒の患者、免疫不全の患者にも起こり得る。

## 疫学と歴史
男性では年間約62,500人に1人が罹患するとされ、男性の罹患数は女性の約40倍である。1764年に Baurienne によって初めて報告され、1883年にフランスの性病学者 Jean Alfred Fournier が臨床講義で発表した5症例から命名された。

## 徴候・症状
フルニエ壊疽の初期症状には、陰嚢の腫脹や突発性疼痛、発赤、発熱、チアノーゼ、全身の脱力などがある。重度の蜂窩織炎に類似しているが、境界明瞭な紅斑とそれを越えて広がる疼痛が特徴である。殆どの症例は緩徐であるが、数時間で進行することもある。特異的な臨床徴候の一つとして皮下に気体が見られることがあるが、臨床症状を呈する症例の50％以上では見られない。より顕著な症例は、悪臭および感染組織壊死を特徴とする。捻髪音が報告されている。皮下感染として始まり、直ぐに患部の皮膚に壊死斑が出現し、急速に悪化して壊疽へと進展する。

## 原因
フルニエ壊疽は多くの場合、好気性菌と嫌気性菌の混合感染である。ウェルシュ菌、化膿連鎖球菌（GAS）、黄色ブドウ球菌、ビブリオ・バルニフィカスなどの病原体が原因となる。衛生的環境、医療ケア、心理社会的資源の利用が難しい場合、死亡率の上昇が観察される。
フルニエ壊疽と診断された患者の46％で血糖値が上昇していたと報告された研究がある。別の研究では、患者の約1⁄3がアルコール依存症、糖尿病、栄養失調であり、さらに10%が化学療法、ステロイド、悪性腫瘍によって免疫抑制状態にあったと報告している。
フルニエ壊疽は、尿中のグルコース排泄を増加させるSGLT2阻害薬（カナグリフロジン、ダパグリフロジン、エンパグリフロジン等）の稀な副作用である。

## 診断
フルニエ壊疽は通常、診察と血液検査・創傷培養で診断される。診断の確定、重症度の判定、転帰の予測には、臨床検査および画像検査が用いられるが、画像検査の結果を待って治療を遅延させるべきではない。また、画像診断が陰性であっても診断を除外することはできない。X線検査や超音波検査は、皮膚表面下にガスが存在することを示すことがある。CTスキャンは、発生部位および拡大の程度の決定に有用である。

## 治療
フルニエ壊疽は、抗生物質の静脈内投与と壊死組織のデブリードマン（外科的除去）を必要とする泌尿器科救急疾患である。腸管を患部から遠ざけるために人工肛門の造設が必要になることもある。手術と抗生物質に加え、嫌気性細菌の増殖を抑制し死滅させる目的で高気圧酸素療法が有効な場合がある。組織壊死が広範囲に及ぶ症例では、複数回の創部剥離が必要となる。

## 予後
一連の症例研究（n=980）では死亡率は20～40%であったが、2009年の大規模研究（n=1641）では死亡率は7.5%であった。

## 疫学
米国における2009年の疫学調査では、フルニエ壊疽の発症率は男性10万人当たり1.6人であった。50歳から79歳の男性が最も多く、10万人当たり3.3人であった。この研究で確認された1,680例のうち、39例が女性であった。